# Мюррей Ґолд
Мюррей Ґолд (Murray Gold ['mʌri]) — англійський композитор театру, кіно і телебачення, найбільш відомий завдяки створенню музики для науково-фантастичного телесеріалу «Доктор Хто» і його спін-оффів.

## Кіно і театр
Ґолд також працював у ряді американських і британських фільмів, включаючи «Смерть на похороні» (режисер Френк Оз) і «Mischief Night» (режисер Пенні Вулкок). Інші проєкти включають в себе «Розтин прибульця» і очікуваний фільм «Вероніка вирішує померти».
Його постановка «Електрика» була удостоєна нагороди Майкла Імісона за найкращу постановку після її виконання на Радіо-3 в 2001 році. Інші його роботи включають в себе «50 революцій», виконану компанією «Oxford Stage» в театрі «Уайтхолл», в Лондоні в 2000 році і «Резолюція» в «Центрі мистецтв Battersea» в 1994 році.